# Даміан (папа Александрійський)
Даміан (копт. Ⲡⲁⲡⲁ Ⲁⲃⲃⲁ Ⲇⲁⲙⲓⲁⲛⲟⲥ; д/н — 25 червня 605) — 35-й папа (абба) Александрійський та патріарх усієї Африки при Святому Престолі Святого Марка у 576—605 роках.

## Життєпис
Був поелленіним сирійцем. Народився ймовірно в Едесі, де його батько і старший брат обіймали магистратури. Став ченцем замолоду, провівши 16 років у єгипетській пустелі Скет, де був висвячений у сан диякона в монастирі св. Іоанна Короткого. Після цього він пішов у монастир Енатон поблизу Александрії, де продовжував подвижницьку практику.
568 року став секретарем папи Петра IV. 576 року після смерті останнього обирається новим очільником церкви. Продовжив диспути з антіохійськими патріархом Павлом II, підтримавши групу на чолі із єпископом Яковом Барадедеєм, оголосивши Павла скинутим з церковної кафедри. Також активно боровся з прихильниками тритеїзму.
571 року намагався не допустити обрання та інтронізації Григорій І Антіохійським православним патріархом, але той за допомогу військ оточив собор, внаслідок чого Даміан вимушений був тікати через каналізацію.
У 579 році після смерті Якова Барадея Даміан вирушив до Сирії, щоб організувати обрання нового патріарха Антіохійського. Після того, як Даміан безуспішно спробував висвятити якогось Севера на патріарха, а зустріч між павлітами та яковітами в Константинополі в 580 році не змогла возз'єднати фракції, новим патріархом Антіохійським було обрано Петра ІІІ, якого Даміан висвятив в Александрії. З цього часу намагався створити єдину Церву міафізитів з центром в Александрії.
Водночас продовжив політику попередника зі зміцнення церковної ієрархії. Було замінено низку єпископів, які виявили некомпетентність чи неосвіченість. Також започаткував на півдні Єгиптуокремий вікаріат. В результаті зумів підняти моральні стандарти свого єпископату. Сприяв остаточному переходу церковних служб на коптську мову. Згодом активно підтримав практику шанування місцевих святих.
585 року домігся вигнання з Александрії прихильника неохалцедонізму Стефана Олександрійського. 586 року вступив у диспут з патріархом антіохійським Петром ІІІ, якого звинуватив у тритеїзмі. Натомість самого Даміана було звинувачено у прихильності до савелліанства. Сторони намагалися провести очну зустріч в Аравії(на території держави Гасанідів), Тірі або Александрії, але так цього і не зробили. 587 року відбувся розрив між Александрійською і Антіохійською церквами (було завершено у 616 році). Наслідком цього став крах намірів даміана про єдину Міафізитську церкву: з цього часу вона розділилася на 2 центри.
Також Даміан відомий був як запеклий противник агноїтів, мелетіан, акефалів, гаянітів, варсануфітів. В результаті вдалося остаточно ліквідувати секти мелетіан і акефалів. Крім того, в середині власної церкви йому довелося боротися проти афтартодокетизму (відомий також як «юліанська» течія), тоді як сам даміан був прихильником Севера Антіохійського.
Помер папа Даміан 605 року. Новим очільником став Анастасій. Після 616 року сколишній секретар даміана — Іоан, — що був запеклим прихильником його доктрини заснував окрему «Церкву Даміна» (її членів називали даміаністами).

## Творчість
Більшість творів Даміана втрачено, але вони вплинули на багатьох письменників його часу, зокрема Іоанна Параллоса. Це були послання і промови на користь міафізитських та нехалкидонських поглядів й проти прихильників єресей. При цьому активно застосовував гомілетику.

## Погляди
Його доктрина наполягала на єдності божественної природи, кажучи, що «Батько є один, Син — інший, а Святий Дух — інший, але Бог не є сам по собі: вони володіють спільною божественною природою, і кожен є Богом, оскільки він бере в ній участь».